# فتحي غبن
فتحي إسماعيل إسماعيل أبو غبن (1946-2024) فنان تشكيلي ونحات فلسطيني مواليد هربيا في قطاع غزة، يعيش في مخيم جباليا. تعلَّم الفن بالممارسة. شارك في العديد من المعارض الفلسطينية والعربية والدولية. احترف الفن منذ 1965، حيث يقوم بصنع التماثيل من الطين الملوّن، ويرسم بقلم الفحم أو الرصاص. عمل فتحي غبن مدرساً في مدرسة النصر النموذجية الإسلامية في غزة، ثم مستشارا في وزارة الثقافة الفلسطينية. يسمّيه البعض (فان كوخ غزة).
توفي صباح يوم 25 فبراير 2024 بعد صراع طويل مع المرض.

## حياته المهنية
انطلق من عمله الفني برسم لوحات زيتية تبرز جمال الطبيعة، بالإضافة إلى لوحات تراثية. ومن ثم بدأ يتجه نحو مضمون هادف، وهو التعبير عن حياته اليومية ومعاناة شعبه تحت ظل الاحتلال.
حصل على وسام هيروشيما، ووسام اتّحاد الجمعيات العالمي بطوكيو، وحائِز على لقب (فنان فلسطين) لعام 1993، كما حصل على (وسام سيف كنعان) من (إدارة التوجيه الوطني والسياسي الفلسطيني) وعلى وسام الثقافة والعلوم والفنون من الرئيس الفلسطيني محمود عباس، وتم تكريمه من ممثل الإتحاد الأوروبي بعد حصوله على جائزة بيت الصحافة التقديرية الفلسطينية للعام 2023. أقام عشرة معارض شخصية، وهو أحد مؤسسي (جمعية التشكيليين – قطاع غزة)، ورابطة التشكيليين الفلسطينيين في الضفة والقطاع .